# Schistochila piligera
Schistochila piligera là một loài rêu trong họ Schistochilaceae. Loài này được Stephani mô tả khoa học đầu tiên năm 1890.